# جی‌اس۱
جی‌اس۱ (به انگلیسی: GS1) یک انجمن بین‌المللی سازمان غیرانتفاعی است که به توسعه و حفاظت از استانداردهای جهانی مرتبط با ارتباطات تجاری می‌پردازد. شناخته شده‌ترین این استانداردها بارکد است، نمادی که بر روی محصولات چاپ شده که اسکن شدن به صورت الکترونیکی را دارد. بارکدهای GS1 بیش از شش میلیارد بار (مرتبه) در روز اسکن می‌شوند. GS1 دارای ۱۱۲ سازمان عضو محلی و ۱٫۵ میلیون شرکت مصرف‌کننده است.
استانداردهای GS1 در ۲۵ بخش به منظور بهبود کارایی، ایمنی وشفافیت زنجیره‌های تأمین در بسترهای فیزیکی و دیجیتالی طراحی شده‌اند. این استانداردها یک زبان تجاری را ایجاد کرده‌اند که اطلاعات مهم و کلیدی مربوط به محصولات، مکان‌ها، دارایی‌ها و موارد دیگر را شناسایی، ضبط، و به اشتراک می‌گذارد. مرکز ملی شماره‌گذاری کالا و خدمات ایران، نمایندهٔ و متولی رسمی اجرای راهکارها و استانداردهای این سازمان جهانی می‌باشد.

## تاریخچه
در سال ۱۹۶۹، صنعت خرده‌فروشی ایالات متحده به دنبال راهی برای کاهش فرایند توقف خریداران در محل صندوق فروشگاه‌ها بود. به منظور پیدا کردن راه حل مناسب، کمیته ویژه اد هاک برای کد شناسایی یکپارچه محصولات در خواربارفروشی‌ها، تشکیل شد.
در سال ۱۹۷۳، کد جهانی محصول (UPC) توسط این گروه به عنوان اولین استاندارد واحد برای شناسایی منحصر به فرد محصول انتخاب شد و در سال ۱۹۷۴، شورای کد یکنواخت (UCC) برای مدیریت این استاندارد تأسیس شد. در تاریخ ۲۶ ژوئن سال ۱۹۷۴، یک بسته آدامس Wrigley اولین محصول دارای بارکد بود که در یک مغازه اسکن می‌شد.
در سال ۱۹۷۶، کد اولیه ۱۲ رقمی به ۱۳ رقم گسترش یافت که راه استفاده سیستم شناسایی را در خارج از ایالات متحده گشود. در سال ۱۹۷۷، شورای کد یکسان بین‌المللی (EAN) در بروکسل با ۱۲ کشور مؤسس تأسیس شد.
در سال ۱۹۹۰، شورای EAN و UCC یک توافقنامه همکاری جهانی را به امضا رساندند و حضور کشورها را به ۴۵ عدد گسترش دادند. این دو شورا در سال 1999 مرکز Auto-ID را برای توسعه کد الکترونیکی محصول (EPC) و استفاده استانداردهای GS1 را برای RFID راه اندازی کردند.
در سال ۲۰۰۴، EAN و UCC شبکه جهانی همزمان سازی داده (GDSN)، یک طرح جهانی مبتنی بر اینترنت را راه اندازی کردند تا شرکای تجاری بتوانند داده‌های اصلی را به‌طور مؤثر مبادله کنند. در سال ۲۰۰۵، این سازمان در حالی که در بیش از ۹۰ کشور حضور داشت؛ استفاده از نام GS1 را آغاز کرد. درحالی که "GS1" یک واژه اختصاری نیست، به سازمان ارائه دهنده یک سیستم جهانی استانداردها منسوب شده‌است.

## بارکدها
بارکدیی که توسط استانداردهای GS1 تعریف شده‌اند بسیار معمول و رایج هستند. این بارکدها یک شماره شناسایی محصول را کدگذاری می‌کنند که تا قابلیت اسکن شدن بارکدخوان، که این کار عمل ردیابی، پردازش و ذخیره‌سازی محصولات را آسان‌تر می‌کند.
بارکدها ایمنی، اطمینان، سرعت و کارایی بیشتری را در زنجیره‌های تأمین میسر می‌سازند. نقش آن‌ها (بارکدها) در صنعت خرده فروشی دیگر صرفآ خروج سریعتر کالاها نیست و تا بهبود موجودی و مدیریت تحویل و امکان فروش آنلاین در مقیاس جهانی گسترش یافته‌است. تنها در کشور انگلستان معرفی بارکد در صنعت خرده فروشی موجب صرفه جویی ۱۰٫۵ میلیارد پوند در سال شده‌است.
برخی از بارکدهایی که GS1 مدیریت می‌کند عبارتند از: EAN / UPC (که عمدتاً بر روی کالاهای مصرفی استفاده می‌شود)، ماتریس داده (که به‌طور عمده در محصولات بهداشتی استفاده می‌شود)، GS1-128 ،GS1 DataBar و GS1 QR Code.

## استانداردها
GTINمهم‌ترین استاندارد GS1، است. این استاندارد محصولات را به‌طور منحصر به فرد در سراسر جهان شناسایی می‌کند و پایه نظام GS1 را شکل می‌دهد.
استانداردهای اصلی GS1 به شرح زیر است:
- ALE
- CBV
- EAN/UPC barcodes
- EPC/RFID tags
- EPCIS
- GDSN
- GDTI
- GEPIR
- GIAI
- GINC
- GLN
- GPC
- GRAI
- GS1 DataBar
- ماتریس داده
- GS1 Digital Link
- GS1 EANCOM
- GS1 EDI
- GS1 Mobile Ready Hero Images
- GS1 smartsearch
- GS1 XML
- GSCN
- GSIN
- GSRN
- GTIN
- HF Air Interface
- LLRP
- SSCC
- TDS
- TDT
- Traceability
- UHF Gen2 Air Interface

بسیاری از استانداردهای GS1 استانداردهای ایزو نیز هستند. به عنوان مثال، GTIN, GLN, SSCC.
GS1 همچنین به عنوان دبیرخانه شناسایی خودکار ایزو کمیته فنی روش‌های ثبت داده‌های (ISO/IEC JTC 1/SC 31) فعالیت می‌کند.
استانداردهای GS1 بواسطه فرایند مدیریت استانداردهای جهانی (GSMP)، یک انجمن متمرکز بر جامعه و متشکل از نمایندگان صنایع و کسب و کارهای مختلف، توسعه داده می‌شود. آن‌ها مشترکاً راه حل‌های مبتنی بر استانداردها را به منظور مواجهه با چالش‌های زنجیره تأمین پیدا کرده و اجرا می‌کنند.

## صنایع

### خرده فروشی
خرده‌فروشی نخستین صنعتی بود که GS1 در آن شروع به کار کرد و کمکان تمرکز اصلی خود را بر آن گذاشته‌است. امروزه، GS1 در چهار زیربخش خرده فروشی در سطح جهانی فعالیت می‌کند: پوشاک، موادغذایی تازه، کالای تندمصرف/خوارباری و کالاهای عمومی. زمینه‌های اصلی تمرکز در خرده فروشی عبارتند از پایایی یا پایایی، کیفیت داده‌ها، انطباق با الزامات قانونی، ردیابی محصولات از مبدأ آن‌ها تا تحویل، و یکپارچه سازی بالادستی مابین تولیدکنندگان و تأمین کنندگان.
همان‌طور که مصرف‌کنندگان همچنان در حال تغییر کانال‌های خرید از فروشگاه‌ها به تجارت الکترونیک هستند، تجربه خریدی پایدار، کارا، ایمن و سریع را انتظار دارد. GS1 استانداردهایی که محصولات را به صورت منحصر به فرد و در خدمت منافع مصرف‌کنندگان و موتورهای جستجو شناسایی کرده و اطلاعات دیجیتالی دقیق و کاملی از کالاها ارائه می‌دهند؛ را توسعه داده‌است. شرکت‌های اعظم تجارت الکترونیک از قبیل eBay، آمازون و Google Shopping شرکت‌ها را ملزم به استفاده از شماره GS1 برای فروش در وب سایت خود کرده‌اند.

### بهداشت و درمان
برای چندین سال، هدف اصلی GS1 در این صنعت، افزایش ایمنی بیماران و کارایی زنجیره تأمین در مراقبت سلامت بوده‌است.
استفاده از استانداردهای GS1 در صنعت بهداشت و درمان، ردیابی محصولات از تولیدکننده تا بیمار، مشارکت در کشف و شناسایی محصولات تقلبی، پیشگیری از خطاهای دارویی، فراخوانی مؤثر و پشتیبانی از فرایندهای بالینی را مقدور می‌سازد.
سازمان‌های نظارتی در سراسر جهان، در موارد فوق و همچنین در خصوص داروها و ابزارهای پزشکی؛ اجرای استانداردهای GS1 مورد تأکید و الزام قرار داده‌اند.

### سایر صنایع
GS1 در چهار صنعت کلیدی دیگر در سراسر جهان فعالیت می‌کند: حمل و نقل و لجستیک، خدمات غذایی، صنایع فنی و تدارکات انسانی و بشردوستانه. سازمان‌های عضو سازمان GS1 به‌طور جمعی در بیش از ۱۰۰ کشور در سراسر جهان بر بیش از ۲۵ حوزه صنعتی متمرکز هستند.

### عضویت
GS1 دارای بیش از ۱٫۵ میلیون عضو در سراسر جهان است. شرکت‌ها می‌توانند با مراجعه به هر یک سازمان‌های نمایندگی GS1 به عضویت این سازمان جهانی GS1 درآیند.

## حاکمیت و ساختار
حاکمیت GS1 دارای سه سطح است:

### سطح اول
مجمع عمومیGS1، متشکل از نمایندگان تمام سازمان‌های عضو.

### سطح دوم
هیئت مدیره GS1 مسئول استراتژی راهبردی جهانی این سازمان (متشکل از رهبران کلیدی کسب و کارهای چند ملیتی و سازمان‌های عضو). هیئت مدیره‌های بومی GS1 مسئول هدایت راهبردی بومی (متشکل از رهبران کلیدی شرکت‌های ملی). اعضای هیئت مدیره GS1 اشخاص حقیقی هستند که بالاترین پست‌ها را در شرکت‌های زیر دارند:
- Abudawood
- آمازون (شرکت)
- گروه علی‌بابا
- B. Braun Melsungen
- Beijing Hualian Group
- کارفور
- Crossmark
- دویچه پست
- ای‌بی
- Future Retail
- گوگل
- Independent Grocers Association
- جانسون و جانسون
- LF Logistics
- موندلیز
- نستله
- پروکتر اند گمبل
- اسماکر
- والگرینز
- وال‌مارت
- Wegmans
- GS1 Argentina, GS1 Australia, GS1 Canada, GS1 China, GS1 Germany, GS1 India, GS1 Malta, GS1 UK, GS1 US

### سطح سوم
دفتر جهانی GS1 و سازمان‌های محلی عضو (MOs). دفتر جهانی GS1 توسعه و نگهداری استانداردهای جدید را هدایت می‌کند. سازمان‌های محلی عضو بر روی خدمات محلی و اجرای استانداردها تمرکز می‌کنند.
همچنین دو هیئت مدیره دیگر در سطح جهانی وجود دارد:
1. هیئت مدیره ارزیابی داده‌ها GS1 (مسئول استراتژی داده‌های GS1)
2. هیئت مدیره نوآوری GS1 (مسئول نوآوری‌ها و فعالیت‌های تحقیق و توسعه GS1)[۱۴]

## تأمین مالی
سازمان‌های عضو سازمان GS1 در سراسر جهان توسط اعضای محلی خود از طریق مبالغ عضویت سالانه و فروش خدمات تأمین می‌شوند.

## همکاران
GS1 با سازمان‌های بین‌المللی زیادی مشارکت و همکاری دارد. برخی از شرکای GS1 عبارتند از:
- Consumer Goods Forum[۱۵]
- سازمان بین‌المللی استانداردسازی[۸]
- ناتو
- سازمان ملل متحد[۱۶]
- (کمیساریای عالی سازمان ملل متحد برای پناهندگان
- سازمان جهانی گمرک
- (International Society for Quality in Health Care (ISQua
- (Joint Initiative Council (JIC